# La Libertad (Negros Oriental)
La Libertad é um município de  terceira classe de renda municipal (d) na província Negros Oriental, nas Filipinas. De acordo com o censo de 1 de maio  de  2020 possui uma população de 41 089 pessoas e 10 285 domicílios.